# Gewichtheffen op de Olympische Zomerspelen 1920
Gewichtheffen is een van de sporten die beoefend werden tijdens de Olympische Zomerspelen 1920 in Antwerpen.

## Heren

### Vedergewicht (tot 60 kg)
| rang   | sporter(s)      | land | trekken eenhandig | stoten eenhandig | stoten tweehandig | totaal   |
| ------ | --------------- | ---- | ----------------- | ---------------- | ----------------- | -------- |
| Goud   | Frans De Haes   | BEL  | 60,0 kg           | 65,0 kg          | 95,0 kg           | 220,0 kg |
| Zilver | Alfred Schmidt  | EST  | 55,0 kg           | 65,0 kg          | 90,0 kg           | 210,0 kg |
| Brons  | Eugène Ryter    | SUI  | 55,0 kg           | 65,0 kg          | 90,0 kg           | 210,0 kg |
| 4      | Luigi Gatti     | ITA  | 50,0 kg           | 55,0 kg          | 90,0 kg           | 195,0 kg |
| 5      | Ludvík Wagner   | TCH  | 50,0 kg           | 65,0 kg          | 80,0 kg           | 195,0 kg |
| 6      | Gustav Eriksson | SWE  | 47,5 kg           | 65,0 kg          | 80,0 kg           | 192,5 kg |
| 7      | Louis De Haes   | BEL  | 45,0 kg           | 60,0 kg          | 85,0 kg           | 190,0 kg |
| 7      | Karl Kõiv       | EST  | 45,0 kg           | 60,0 kg          | 85,0 kg           | 190,0 kg |

### Lichtgewicht (tot 67,5 kg)
| rang   | sporter(s)          | land | trekken eenhandig | stoten eenhandig | stoten tweehandig | totaal   |
| ------ | ------------------- | ---- | ----------------- | ---------------- | ----------------- | -------- |
| Goud   | Alfred Neuland      | EST  | 72,5 kg           | 75,0 kg          | 110,0 kg          | 257,5 kg |
| Zilver | Louis Williquet     | BEL  | 60,0 kg           | 75,0 kg          | 105,0 kg          | 240,0 kg |
| Brons  | Florimond Rooms     | BEL  | 55,0 kg           | 70,0 kg          | 105,0 kg          | 230,0 kg |
| 4      | Giulio Monti        | ITA  | 55,0 kg           | 70,0 kg          | 105,0 kg          | 230,0 kg |
| 5      | Martin Olofsson     | SWE  | 55,0 kg           | 70,0 kg          | 95,0 kg           | 220,0 kg |
| 5      | Fernand Arnout      | FRA  | 60,0 kg           | 60,0 kg          | 100,0 kg          | 220,0 kg |
| 7      | Jean Vaquette       | FRA  | 55,0 kg           | 65,0 kg          | 95,0 kg           | 215,0 kg |
| 8      | Willem van Nimwegen | NED  | 55,0 kg           | 65,0 kg          | 90,0 kg           | 210,0 kg |
| 8      | Johny Grün          | LUX  | 52,5 kg           | 67,5 kg          | 90,0 kg           | 210,0 kg |

### Middengewicht (tot 75 kg)
| rang   | sporter(s)        | land | trekken eenhandig | stoten eenhandig | stoten tweehandig | totaal   |
| ------ | ----------------- | ---- | ----------------- | ---------------- | ----------------- | -------- |
| Goud   | Henri Gance       | FRA  | 65,0 kg           | 75,0 kg          | 105,0 kg          | 245,0 kg |
| Zilver | Pietro Bianchi    | ITA  | 60,0 kg           | 70,0 kg          | 105,0 kg          | 235,0 kg |
| Brons  | Albert Pettersson | SWE  | 55,0 kg           | 75,0 kg          | 105,0 kg          | 235,0 kg |
| 4      | Tinus Ringelberg  | NED  | 55,0 kg           | 65,0 kg          | 105,0 kg          | 225,0 kg |
| 5      | Paul Ledran       | FRA  | 55,0 kg           | 65,0 kg          | 100,0 kg          | 220,0 kg |
| 6      | Christian Jensen  | DEN  | 55,0 kg           | 60,0 kg          | 100,0 kg          | 215,0 kg |
| 7      | Marcel Marchand   | BEL  | 55,0 kg           | 55,0 kg          | 95,0 kg           | 205,0 kg |
| 8      | Piet Belmer       | NED  | 0,0 kg            | 65,0 kg          | 100,0 kg          | 165,0 kg |

### Halfzwaargewicht (tot 82,5 kg)
| rang   | sporter(s)         | land | trekken eenhandig | stoten eenhandig | stoten tweehandig | totaal   |
| ------ | ------------------ | ---- | ----------------- | ---------------- | ----------------- | -------- |
| Goud   | Ernest Cadine      | FRA  | 70,0 kg           | 90,0 kg          | 135,0 kg          | 295,0 kg |
| Zilver | Fritz Hünenberger  | SUI  | 75,0 kg           | 90,0 kg          | 112,5 kg          | 275,0 kg |
| Brons  | Erik Pettersson    | SWE  | 62,5 kg           | 92,5 kg          | 112,5 kg          | 267,5 kg |
| 4      | Erik Carlsson      | SWE  | 67,5 kg           | 75,0 kg          | 120,0 kg          | 262,5 kg |
| 5      | Maurice Devéne     | FRA  | 65,0 kg           | 70,0 kg          | 115,0 kg          | 250,0 kg |
| 6      | Gino Mattiello     | ITA  | 60,0 kg           | 70,0 kg          | 105,0 kg          | 235,0 kg |
| 7      | Jan Welter         | NED  | 65,0 kg           | 70,0 kg          | 95,0 kg           | 230,0 kg |
| 8      | Jaroslav Dvořák    | TCH  | 55,0 kg           | 65,0 kg          | 107,5 kg          | 227,5 kg |
| 8      | Lionel van de Roye | BEL  | 57,5 kg           | 65,0 kg          | 105,0 kg          | 227,5 kg |

### Zwaargewicht (boven 82,5 kg)
| rang   | sporter(s)       | land | trekken eenhandig | stoten eenhandig | stoten tweehandig | totaal   |
| ------ | ---------------- | ---- | ----------------- | ---------------- | ----------------- | -------- |
| Goud   | Filippo Bottino  | ITA  | 70,0 kg           | 75,0 kg          | 120,0 kg          | 265,0 kg |
| Zilver | Joseph Alzin     | LUX  | 65,0 kg           | 75,0 kg          | 120,0 kg          | 260,0 kg |
| Brons  | Louis Bernot     | FRA  | 65,0 kg           | 75,0 kg          | 115,0 kg          | 255,0 kg |
| 4      | Ejnar Jensen     | DEN  | 60,0 kg           | 75,0 kg          | 115,0 kg          | 250,0 kg |
| 5      | Richard Brunn    | SWE  | 60,0 kg           | 80,0 kg          | 110,0 kg          | 250,0 kg |
| 6      | Joseph Duchateau | FRA  | 65,0 kg           | 72,5 kg          | 110,0 kg          | 247,5 kg |

## Medaillespiegel
| rang   | land        | goud | zilver | brons | totaal |
| ------ | ----------- | ---- | ------ | ----- | ------ |
| 1      | Frankrijk   | 2    | 0      | 1     | 3      |
| 2      | België      | 1    | 1      | 1     | 3      |
| 3      | Estland     | 1    | 1      | 0     | 2      |
| 3      | Italië      | 1    | 1      | 0     | 2      |
| 5      | Zwitserland | 0    | 1      | 1     | 2      |
| 6      | Luxemburg   | 0    | 1      | 0     | 1      |
| 7      | Zweden      | 0    | 0      | 2     | 2      |
| totaal | totaal      | 5    | 5      | 5     | 15     |

Athene 1896 · 
St. Louis 1904 · 
Antwerpen 1920 · 
Parijs 1924 · 
Amsterdam 1928 · 
Los Angeles 1932 · 
Berlijn 1936 · 
Londen 1948 · 
Helsinki 1952 · 
Melbourne 1956 · 
Rome 1960 · 
Tokio 1964 · 
Mexico-stad 1968 · 
München 1972 · 
Montréal 1976 · 
Moskou 1980 · 
Los Angeles 1984 · 
Seoel 1988 · 
Barcelona 1992 · 
Atlanta 1996 · 
Sydney 2000 · 
Athene 2004 · 
Peking 2008 · 
Londen 2012 · 
Rio de Janeiro 2016 · 
Tokio 2020 · 
Parijs 2024 · 
Los Angeles 2028 
Medaillewinnaars
Atletiek · Boksen · Boogschieten · Gewichtheffen · Hockey · Kunstrijden · Kunstwedstrijden · Moderne vijfkamp · Paardensport · Polo · Roeien · Rugby · Schermen · Schietsport · Schoonspringen · Tennis · Touwtrekken · Turnen · Voetbal · Waterpolo · Wielersport · Worstelen · IJshockey · Zeilen · Zwemmen